# Morus serrator
Morus serrator là một loài chim trong họ Sulidae. Loài chim biển này được tìm thấy từ Steep Point ở Tây Úc, dọc theo bờ biển phía nam và phía đông Australia đến vùng lân cận Rockhampton ở Queensland, cũng như Quần đảo Bắc và Nam của New Zealand, Lord Howe và đảo Norfolk. Trên biển, nó thường bị hạn chế ở vùng biển trên thềm lục địa, và có thể đi vào bến cảng, vịnh và cửa sông, đặc biệt là trong thời tiết mưa bão. 

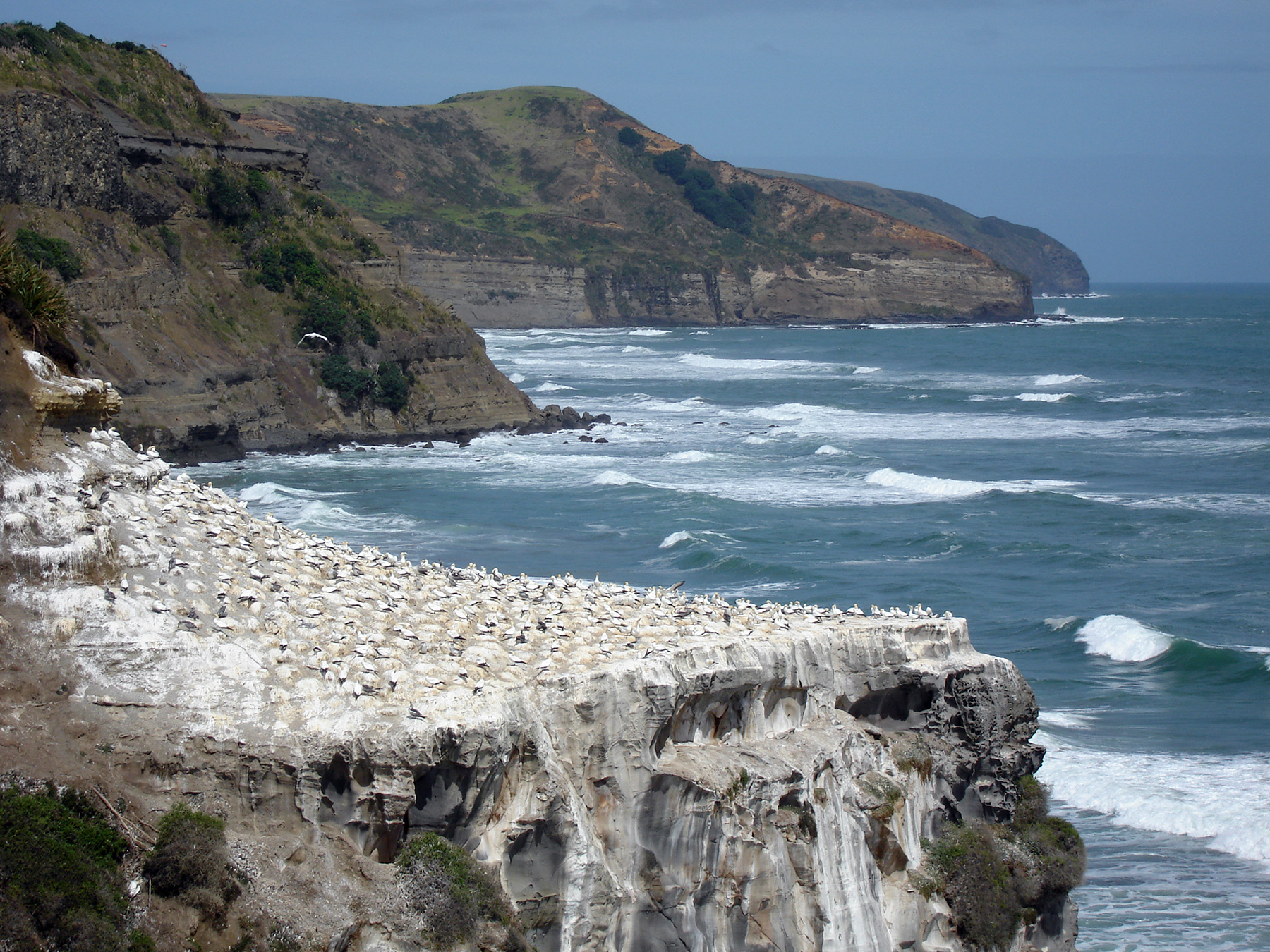
Quần thể sinh sản ở Muriwai, New Zealand

Các quần thể sinh sản chủ yếu ở các đảo ngoài khơi, mặc dù một số thuộc địa đại lục tồn tại ở Úc và New Zealand.  Số lượng gannet của Úc đã tăng lên kể từ năm 1950, mặc dù một số thuộc địa đã biến mất và những người khác đã giảm kích thước. Từ năm 1980 đến năm 2000, dân số ở vùng biển Úc tăng từ khoảng 6.600 đến 20.000 cặp sinh sản. Cuộc điều tra số lượng toàn diện gần đây nhất của New Zealand là vào năm 1981, ước tính có 46.600 cặp, ước tính đã tăng lên khoảng 55.000 cặp trong năm 2006. Vị trí thuộc địa có liên quan đến nhiệt độ nước biển, từ đó quyết định sự hiện diện của cá. Nhiều quần thể có không gian hạn chế và các loài chim tìm kiếm địa điểm mới một khi các địa điểm làm tổ ở thuộc địa đã đầy, vào thời điểm này thường tràn ra đất liền.